# Parafia Wniebowzięcia Najświętszej Maryi Panny w Toporzyku
Parafia pw. Wniebowzięcia Najświętszej Maryi Panny w Toporzyku – parafia należąca do dekanatu Połczyn-Zdrój, diecezji koszalińsko-kołobrzeskiej, metropolii szczecińsko-kamieńskiej. Została utworzona 28 czerwca 1957 roku. Siedziba parafii mieści się pod numerem 19.

## Miejsca święte

### Kościół parafialny
Kościół pw. Wniebowzięcia Najświętszej Maryi Panny w Toporzyku
Kościół parafialny został zbudowany w 1860 roku, poświęcony w 1946 roku. 

### Kościoły filialne i kaplice
- Kościół pw. św. Teresy od Dzieciątka Jezus w Gawrońcu
- Kościół pw. św. Alojzego Gonzagi w Starym Resku
- Punkt odprawiania Mszy św. w Cieminku
- Punkt odprawiania Mszy św. w Smołdzięcinie